# Metopilio multispinulatus
Metopilio multispinulatus is een hooiwagen uit de familie Sclerosomatidae.